# Novák István (színművész)
Novák István (Szabadka, 1920. július 20. – Debrecen, 2001. november 21.) Jászai Mari-díjas magyar színész, érdemes és kiváló művész, a debreceni Csokonai Színház örökös tagja.

## Élete
Pályafutását szülővárosában kezdte 1942-ben, ahol karénekes volt, ezután segédszínészként járta a vidéket 1947-ig. 1947 és 1977 között, egészen nyugdíjba vonulásáig a debreceni Csokonai Színháznál játszott. Sokoldalú színészként ismerték, drámai és zenés darabokban egyaránt kiválóan szerepelt mint karakterszínész.

## Díjak, kitüntetések
- Jászai Mari-díj (1960)
- Érdemes művész (1965)
- Kiváló művész (1975)

## Fontosabb színházi szerepei
- Luka (Gorkij: Éjjeli menedékhely)
- Tiborc (Katona József: Bánk bán)
- Szorin (Csehov: Sirály)
- Keszeg András (Shakespeare: Vízkereszt)
- Bódog (Szakonyi Károly: Adáshiba)
- Lőrinc barát (Shakespeare: Rómeó és Júlia)
- Percsihin (Gorkij: Kispolgárok)
- Polonius (Shakespeare: Hamlet)
- Jóska (Sarkadi Imre: Szeptember; színes, magyar színházi közvetítés, 1977)[2]

## Filmszerepei
- 1969: Sziget a szárazföldön, filmdráma, Venczel
- 1969: A tanú, filmszatíra, Dr. Kotász fegyházigazgató
- 1972: A legszebb férfikor, játékfilm, Szemző
- 1972: Forró vizet a kopaszra!, filmszatíra, Jónyer Vince
- 1973: Egy ember és a többiek, tévéfilm
- 1973: A locsolókocsi, játékfilm, tanár
- 1977: A zöldköves gyűrű. tévéfilm, Perkinkó Jordán tanodai oktató
- 1980: Majd holnap, játékfilm, Kálmán bácsi
- 1983: A piac, tévéfilm, Gyula bácsi
- 1992: Boldog békeidők, tévéfilm, Szepi bácsi